# Ginowan
Ginowan (宜野湾市 -shi) é uma cidade japonesa localizada na província de Okinawa.
Em 2003 a cidade tinha uma população estimada em 88 318 habitantes e uma densidade populacional de 4 526,81 h/km². Tem uma área total de 19,51 km².
Recebeu o estatuto de cidade a 1 de Julho de 1962.

## Cidades-irmãs
- Xiamen, China
- Togo, Japão